# Stonington (Maine)
Stonington ist eine Town im Hancock County des Bundesstaates Maine in den Vereinigten Staaten. Im Jahr 2020 lebten dort 1056 Einwohner in 964 Haushalten auf einer Fläche von 97,9 km².

## Geografie
Nach dem United States Census Bureau hat Stonington eine Gesamtfläche von 97,9 km², von denen 25,4 km² Land sind und 72,6 km² aus Gewässern bestehen.

### Geografische Lage
Stonington liegt im Süden des Hancock Countys auf mehreren Inseln im Atlantischen Ozean. Im Osten in der Jericho Bay, im Westen in der Penobscot Bay. Auf dem Gebiet der Town befinden sich mehrere kleinere Seen wie der Burntland Pond auf Deer Isle. Die Oberfläche ist eben, ohne nennenswerte Erhebungen.
Zu den bekannteren Inseln gehören: Crotch Island, Camp Island, Deer Isle, Devil Island, George Head Island, Green Island, McGlathery Island, Moose Island, Saddleback Island, St. Helena Island, Sheep Island und Spruce Island.

### Nachbargemeinden
Alle Entfernungen sind als Luftlinien zwischen den offiziellen Koordinaten der Orte aus der Volkszählung 2010 angegeben.
- Norden: Deer Isle, 16,6 km
- Osten: Swans Island, 22,7 km
- Süden: Isle au Haut, Knox County, 4,7 km
- Südwesten: Vinalhaven, Knox County, 17,3 km
- Westen: North Haven, Knox County, 34,4 km
- Nordwesten: Islesboro, Waldo County, 30,6 km

### Stadtgliederung
In Stonington gibt es mehrere Siedlungsgebiete: Green's Landing, Oceanville, Stonington und West Stonington.

### Klima
Die mittlere Durchschnittstemperatur in Stonington liegt zwischen −7,22 °C (19° Fahrenheit) im Januar und 20,6 °C (69° Fahrenheit) im Juli. Damit ist der Ort gegenüber dem langjährigen Mittel der USA um etwa 6 Grad kühler. Die Schneefälle zwischen Oktober und Mai liegen mit bis zu zweieinhalb Metern mehr als doppelt so hoch wie die mittlere Schneehöhe in den USA; die tägliche Sonnenscheindauer liegt am unteren Rand des Wertespektrums der USA.

## Geschichte
Bereits 1605 betrat mit George Weymouth der erste Europäer das Gebiet. Besiedelt wurde die Gegend ab 1762 und zunächst wurde es Greens Landing genannt. Als sich Stonington von Deer Isle trennte und als eigenständige Town am 18. Februar 1897 organisiert wurde, bekam es den heutigen Namen. Der Abspaltung ging ein Streit über den Bau von Straßen und die Nutzung von Steuermitteln voraus.
Wesentlicher Wirtschaftsfaktor in Stonington war zum Ende des 19. und Beginn des 20. Jahrhunderts neben dem Fischfang die Granitindustrie. Zeitweilig lebten in der Town bis zu 4000 Menschen. Auch der Tourismus setzte zu dieser Zeit ein. Nach dem Niedergang der Granitindustrie blieb der Fischfang als wichtiger Wirtschaftsfaktor.

### Einwohnerentwicklung
| Volkszählungsergebnisse – Town of Stonington, Maine | Volkszählungsergebnisse – Town of Stonington, Maine | Volkszählungsergebnisse – Town of Stonington, Maine | Volkszählungsergebnisse – Town of Stonington, Maine | Volkszählungsergebnisse – Town of Stonington, Maine | Volkszählungsergebnisse – Town of Stonington, Maine | Volkszählungsergebnisse – Town of Stonington, Maine | Volkszählungsergebnisse – Town of Stonington, Maine | Volkszählungsergebnisse – Town of Stonington, Maine | Volkszählungsergebnisse – Town of Stonington, Maine | Volkszählungsergebnisse – Town of Stonington, Maine |
| Jahr                                                | 1900                                                | 1910                                                | 1920                                                | 1930                                                | 1940                                                | 1950                                                | 1960                                                | 1970                                                | 1980                                                | 1990                                                |
| --------------------------------------------------- | --------------------------------------------------- | --------------------------------------------------- | --------------------------------------------------- | --------------------------------------------------- | --------------------------------------------------- | --------------------------------------------------- | --------------------------------------------------- | --------------------------------------------------- | --------------------------------------------------- | --------------------------------------------------- |
| Einwohner                                           | 1648                                                | 2038                                                | 1353                                                | 1418                                                | 1493                                                | 1660                                                | 1408                                                | 1291                                                | 1273                                                | 1252                                                |
| Jahr                                                | 2000                                                | 2010                                                | 2020                                                | 2030                                                | 2040                                                | 2050                                                | 2060                                                | 2070                                                | 2080                                                | 2090                                                |
| Einwohner                                           | 1152                                                | 1043                                                | 1056                                                |                                                     |                                                     |                                                     |                                                     |                                                     |                                                     |                                                     |

## Kultur und Sehenswürdigkeiten

### Bauwerke
Das Stonington Opera House wurde 1991 unter Denkmalschutz gestellt und ins National Register of Historic Places unter der Register-Nr. 91001509 aufgenommen.

## Wirtschaft und Infrastruktur

### Verkehr
Die Maine State Route 15 verläuft von Deer Isle im Norden in südlicher Richtung durch Stonington.

### Öffentliche Einrichtungen
In Stonington gibt es keine medizinischen Einrichtungen. Die nächstgelegene befindet sich in Deer Isle.
Die Stonington Public Library  befindet sich in der Main Street in Stonington.

### Bildung
Stonington gehört mit Brooklin, Deer Isle und Sedgwick zur School Union 76 und mit Bar Harbor, Bass Harbor, Cranberry Isles, Frenchboro,  Mount Desert, Southwest Harbor, Stonington, Swan’s Island und Trenton zum Mount Desert Island Regional School System – AOS 91.
In der School Union 76 werden folgende Schulen angeboten:
- Brooklin School in Brooklin mit Schulklassen von Pre-K bis 8. Schuljahr
- Sedgwick Elementary School in Sedgwick mit Schulklassen vom Pre-K bis 5. Schuljahr
- Deer Isle-Stonington Elementary School in Deer Island mit Schulklassen vom Kindergarten bis 8. Schuljahr
- Deer Isle-Stonington High School in Deer Island mit Schulklassen vom 9. bis 12. Schuljahr